# کراچ (اردهان)
کراچ (به ترکی استانبولی: Kıraç) یک منطقهٔ مسکونی در ترکیه است که در اردهان واقع شده‌است.